# Cleonymia mogadorensis
Cleonymia mogadorensis är en fjärilsart som beskrevs av Charles E. Rungs 1949. Cleonymia mogadorensis ingår i släktet Cleonymia och familjen nattflyn. Inga underarter finns listade i Catalogue of Life.